# هنری کرون‌یاگر
هنری کرون‌یاگر (به آلمانی: Henry Cronjager) (زادهٔ ۱۵ فوریهٔ ۱۸۷۷ در آلمان — درگذشتهٔ ۱ اوت ۱۹۶۷ در لس‌آنجلس) یک فیلم‌بردار پیشرو اهل آلمان در دوران سینمای صامت بود.
کرون‌یاگر در جوانی به‌همراه برادرش به ایالات متحده مهاجرت کرد و از همان ابتدا در آنجا حرفهٔ فیلم‌برداری را برگزید.
وی فیلم‌برداری کمدی و تراژدی را در سال ۱۹۰۹ برعهده گرفت. فیلم شکار روباه (همان سال) نیز با فیلم‌برداریِ او ساخته شد.

## بخشی از فیلم‌شناسی
- بابا لنگ‌دراز (۱۹۱۹)
- پنجاه‌پنجاه (۱۹۲۵)
- فرشته‌های جهنم (۱۹۳۰)